# Генріх Брунс
Генріх Брунс (нім. Heinrich Bruns; 3 квітня 1912, Кастроп-Рауксель — 17 квітня 1943, Атлантичний океан) — німецький офіцер-підводник, корветтен-капітан крігсмаріне. Кавалер Німецького хреста в золоті.

## Біографія
1 квітня 1931 року вступив на флот. З 26 вересня 1935 року — вахтовий офіцер на міноносці «Ягуар» 2-ї флотилії торпедних катерів. З 31 березня 1937 року — навчальний офіцер на навчальних вітрильниках «Альберт Лео Шлагетер» і «Горст Вессель». З 1 серпня 1939 року — сигнальний офіцер на лінкорі «Шарнгорст». З жовтня 1939 року — командир навчального дивізіону 1-ї флотилії торпедних катерів. З 3 лютого 1940 року — командир торпедного катера T3. 19 вересня 1940 року катер Брунса був потоплений британськими бомбардувальниками, а він сам отримав важкі поранення. Після лікування в грудні 1940 року переданий в розпорядження дивізіону озброєння есмінців і торпедних катерів. З січня 1941 року — навігаційний офіцер на навчальному кораблі «Шлезвіг-Гольштейн». З 31 березня по 27 липня 1941 року пройшов курс підводника. З 28 липня 1941 року — додатковий вахтовий офіцер на підводному човні U-75. З 1 жовтня по 15 листопада 1941 року пройшов курс командира човна. З 5 грудня 1941 року — командир U-175, на якому здійснив 3 походи (разом 158 днів у морі). 
17 квітня 1943 року U-175 був потоплений в Північній Атлантиці південно-західніше Ірландії глибинними бомбами і артилерійським вогнем корабля берегової охорони США «Спенсер». 41 члени екіпажу були врятовані, 13 (включаючи Брунса) загинули.
Всього за час бойових дій потопив 10 кораблів загальною водотоннажністю 40 619 тонн.
| Дата            | Назва корабля       | Тип               | Тоннаж | Вантаж                                           | Екіпаж | Загинули | Країна                | Конвой  |
| --------------- | ------------------- | ----------------- | ------ | ------------------------------------------------ | ------ | -------- | --------------------- | ------- |
| 18 вересня 1942 | Norfolk             | Торговий пароплав | 1,901  | 3055 тонн бокситів                               | 19     | 6        | Канада                |         |
| 21 вересня 1942 | Predsednik Kopajtic | Торговий пароплав | 1,798  | Баласт (вода)                                    | 28     | 3        | Королівство Югославія |         |
| 24 вересня 1942 | West Chetac         | Торговий пароплав | 5,627  | 6097 тонн військових припасів                    | 50     | 31       | США                   | TRIN-14 |
| 26 вересня 1942 | Tambour             | Торговий пароплав | 1,827  | 2585 тонн бокситів                               | 32     | 8        | Панама                |         |
| 28 вересня 1942 | Alcoa Mariner       | Торговий пароплав | 5,590  | Баласт                                           | 54     | 0        | США                   |         |
| 1 жовтня 1942   | Empire Tennyson     | Торговий пароплав | 2,880  | 3000 тонн бокситів                               | 40     | 4        | Британська імперія    |         |
| 2 жовтня 1942   | Aneroid             | Торговий пароплав | 5,074  | 3348 тонн бокситів                               | 49     | 6        | Панама                |         |
| 4 жовтня 1942   | Caribstar           | Торговий пароплав | 2,592  | Баласт                                           | 35     | 6        | США                   |         |
| 5 жовтня 1942   | William A. McKenney | Торговий пароплав | 6,153  | 3118 тонн бокситової руди і генеральних вантажів | 35     | 1        | США                   |         |
| 23 січня 1943   | Benjamin Smith      | Торговий пароплав | 7,177  | 8000 тонн військових припасів                    | 66     | 0        | США                   |         |

## Звання
- Кандидат в офіцери (1 квітня 1931)
- Морський кадет (14 жовтня 1931)
- Фенріх-цур-зее (1 січня 1933)
- Оберфенріх-цур-зее (1 січня 1935)
- Лейтенант-цур-зее (1 квітня 1935)
- Оберлейтенант-цур-зее (1 січня 1937)
- Капітан-лейтенант (1 жовтня 1939)
- Корветтен-капітан (1 квітня 1943)

## Нагороди
- Медаль «За вислугу років у Вермахті» 4-го класу (4 роки)
- Нагрудний знак есмінця (1940)
- Залізний хрест
  - 2-го класу (1940)
  - 1-го класу (18 жовтня 1942)
- Нагрудний знак «За поранення» в сріблі (вересень 1940)
- Нагрудний знак підводника (18 жовтня 1942)
- Німецький хрест в золоті (7 січня 1944, посмертно)